# جيمس تشارلز كوب
جيمس تشارلز كوب (بالإنجليزية: James Kopp)‏ هو منعزل أمريكي، ولد في 2 أغسطس 1954 في باسادينا في الولايات المتحدة.